# Ґалюмін
Ґалюмін (пол. Galumin) — село в Польщі, у гміні Любовідз Журомінського повіту Мазовецького воєводства.
Населення — 72 особи (2011).
У 1975-1998 роках село належало до Цехановського воєводства.

## Демографія
Демографічна структура станом на 31 березня 2011 року:
|          | Загалом | Допрацездатний вік | Працездатний вік | Постпрацездатний вік |
| -------- | ------- | ------------------ | ---------------- | -------------------- |
| Чоловіки | 33      | 12                 | 17               | 4                    |
| Жінки    | 39      | 10                 | 17               | 12                   |
| Разом    | 72      | 22                 | 34               | 16                   |